# دوکی (خواننده)

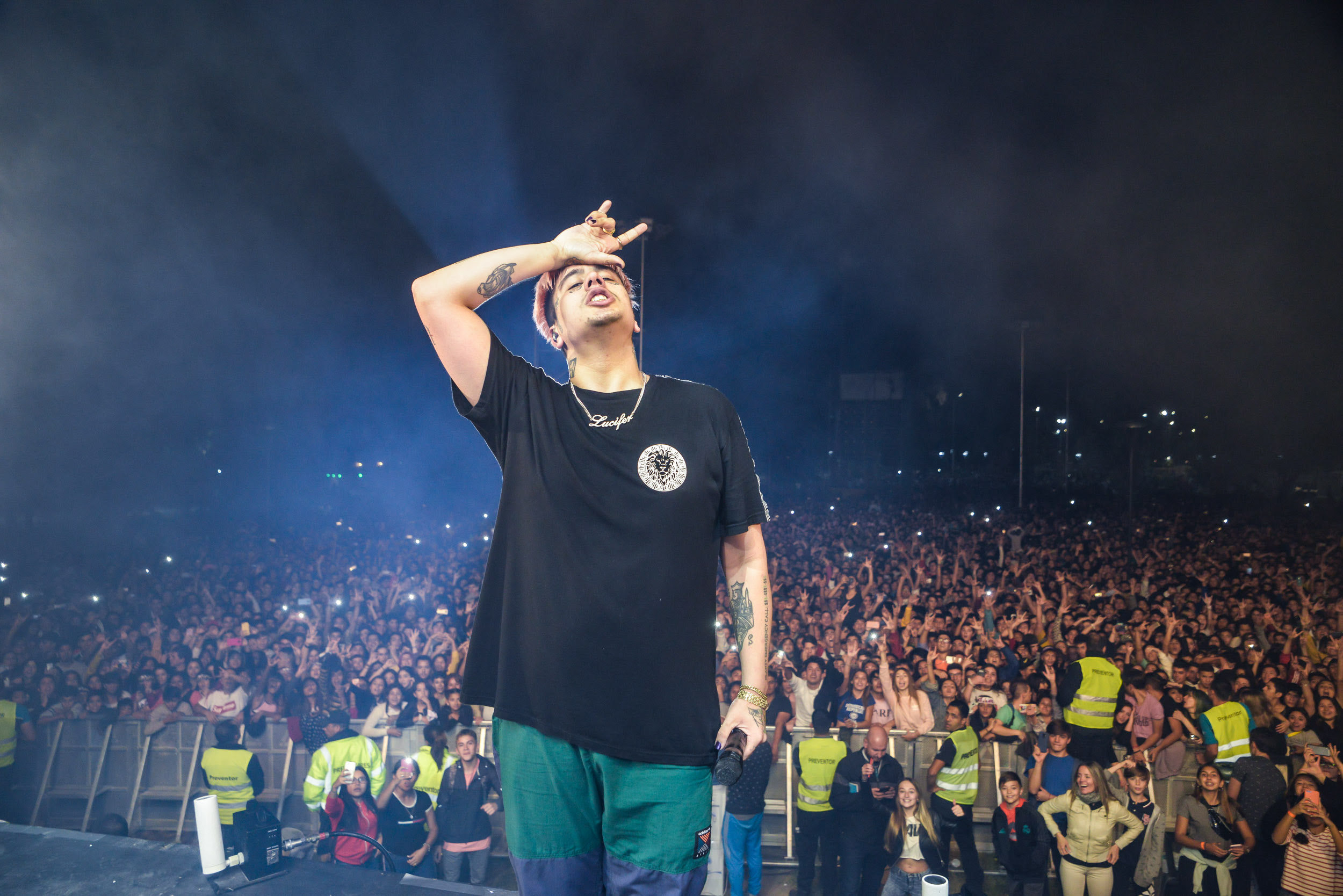

مائورو ازکیل لومباردو کیروگا (آلماگرو، بوئنوس آیرس، ۲۴ ژوئن ۱۹۹۶)، با نام هنری دوکی، خواننده و ترانه‌سرای آرژانتینی است که به دلیل موفقیت‌های متعدد در تک آهنگ‌هایش و ویژگی‌های خاص خود و به‌خصوص پیشرو بودن در موسیقی ترپ در آرژانتین شناخته می‌شود.